# パダーニャ連邦
パダーニャは、北イタリアを含む独立国家の別名で、提案されている。名前はポー川に由来し、その流域には北イタリアの主要平野であるポー平原（ピアヌーラ・パダーナ）を中心とする地域の大部分が含まれる。
含まれる州は、ピエモンテ州、ヴァッレ・ダオスタ州、リグーリア州、ロンバルディア州、エミリア＝ロマーニャ州、ヴェネト州、トレンティーノ＝アルト・アディジェ州、フリウリ＝ヴェネツィア・ジュリア州が含まれる。
参考